# Voroux-lez-Liers
Voroux-lez-Liers (wa. Voroû-dlé-Liesse) – dzielnica (section) gminy Juprelle w Belgii, w Regionie Walońskim, w prowincji Liège, w okręgu Liège. 1 stycznia 2020 roku liczyła 1100 mieszkańców. Do 31 grudnia 1976 r. samodzielna gmina. 

## Demografia
Liczba mieszkańców, stan na 1 stycznia:
| Rok                | 1930 | 1947 | 1961 | 2020 |
| ------------------ | ---- | ---- | ---- | ---- |
| Liczba mieszkańców | 510  | 493  | 676  | 1100 |